# Bành Trạch
Bành Trạch là một xã thuộc huyện Ba Bể, tỉnh Bắc Kạn, Việt Nam.

## Địa lý
Xã Bành Trạch có vị trí địa lý:
- Phía bắc giáp huyện Pác Nặm và tỉnh Cao Bằng
- Phía đông giáp xã Phúc Lộc
- Nam giáp các xã Phúc Lộc, Yến Dương, Địa Linh
- Phía tây giáp các xã Địa Linh, Thượng Giáo, thị trấn Chợ Rã và huyện Pác Nặm.

Xã Bành Trạch có diện tích 59,76 km², dân số năm 2019 là 2.876 người, mật độ dân số đạt 48 người/km².
Xã Bành Trạch là nơi hợp lưu của sông Hà Hiệu vào sông Năng. Quốc lộ 279 đi qua địa phận của xã theo chiều Đông-Tây.

## Hành chính
Xã Bành Trạch được chia thành 13 bản: Pàn Han, Khuổi Slẳng, Hon, Lủng Điếc, Nà Lần, Pác Châm, Nà Dụ, Nà Nộc, Khuổi Khéc, Tổng Làm, Nà Còi, Lấp, Pác Pỉn.